# Phalangium
Phalangium es un género de opiliones de la familia Phalangiidae que ocurre más comúnmente en el Viejo Mundo. La especie más conocida, Phalangium opilio, es paleártica y ha sido introducido en otras partes del mundo. Ha alcanzado gran difusión en zonas antropogénicas. se alimentan de invertebrados de cuerpo blando, como ácaros, etc.

## Especies
Contiene las siguientes especies:
- Phalangium aegyptiacum Savigny, 1816 (Egipto)
- Phalangium bilineatum Fabricius, 1779
- Phalangium cancroides Müller, 1776
- Phalangium clavipus Roewer, 1911 (Mayorca)
- Phalangium conigerum Sørensen, 1912
- Phalangium coronatum Fabricius, 1779
- Phalangium crassum Dufour, 1831
- Phalangium cristatum Olivier, 1791
- Phalangium grossipes Müller, 1776
- Phalangium iberica Schenkel, 1939 (España)
- Phalangium incanum C. L. Koch, 1839
- Phalangium licenti Schenkel, 1953
- Phalangium ligusticum (Roewer, 1923) (Liguria, Italia)
- Phalangium lineola Dufour, 1831
- Phalangium litorale Störm, 1762
- Phalangium lupatum Eichwald, 1830
- Phalangium mamillatum Gervais, 1844 (España)
- Phalangium mesomelas Soerensen, 1910 (Kilimanjaro)
- Phalangium minutum Meade, 1861
- Phalangium mucronatum Müller, 1776
- Phalangium muscorum Latreille, 1802
- Phalangium opilio Linnaeus, 1761 (Holárctico)
- Phalangium ortoni Wood, 1869 (Ecuador)
- Phalangium pallidum Müller, 1776
- Phalangium palmatum Herbst, 1797
- Phalangium punctipes (L. Koch, 1878) (Armenia)
- Phalangium pygnogonum Müller, 1776
- Phalangium riedeli Starega, 1973
- Phalangium rubens Hermann, 1804
- Phalangium rudipalpe Gervais, 1849
- Phalangium savignyi Savignyi, 1826 (Egipto, Italia)
- Phalangium spiniferum Cantor, 1842 (Zhoushan, China)
- Phalangium targionii (Canestrini, 1871) (Mediterráneo)
- Phalangium tricuspidatum Dufour, 1831
- Phalangium uncatum Hermann, 1804 (Austria)

## Especies válidas (en 2014)
De las 35 especies listadas, 6 son válidas [P. ligusticum, P. opilio (originalmente descrita en 1758, no en 1761), P. punctipes, P. riedeli, P. savignyi (originalmente descrita por Audouin, no Savigny) & P. targionii], 3 pertenecen a otros géneros de opiliones, 4 a otros géneros de arácnidos, 2 son species inquirenda y 20 son nomina dubia.
La especie tipo es P. opilio, no P. iberica [sinónimo de Metaphalangium cirtanum (CL Koch, 1839)], según Latreille en 1810.